# Contea di Ripley (Missouri)
La contea di Ripley in inglese Ripley County è una contea dello Stato del Missouri, negli Stati Uniti. La popolazione al censimento del 2000 era di 13 509 abitanti. Il capoluogo di contea è Doniphan